# Кравченко, Николай Антонович
Никола́й Анто́нович Кра́вченко (30 июня 1953 — 26 января 2019) — актёр, театральный режиссёр, педагог. Директор-художественный руководитель Николаевского академического художественного русского драматического театра (1997—2017). Заслуженный деятель искусств Украины (2002), Заслуженный деятель искусств Российской Федерации (2010), кавалер ордена Дружбы (2004), лауреат областной премии им. Николая Аркаса (2008, 2014). Почётный гражданин города Николаева (2020).

## Биография
Родился в с. Петровское, Братский район, Николаевской области (30. 06. 1953). Окончил Днепропетровское театральное уч-ще (1971; преп. Ю. Костюк), Николаевский пед. институт (1997), Киевский университет культуры и искусств (2010), специальность «режиссура».
Работал артистом драматического театра г. Советск, Калининградской области (1973—1974), Дагестанского театра им. Горького г. Махачкалы (1974—1975), Кемеровского драматического театра (1976—1979), Николаевского муздрам театра (1979—1984), Николаевского художественного русского драматического театра (1984—1989), с 1989 директор, а с 1997 директор — художественный руководитель Николаевского академического художественного русского драматического театра, депутат областного совета.

### Смерть
26 января Николай Кравченко был найден мёртвым в собственной квартире в г. Николаеве. 25 января он перестал отвечать на телефонные звонки. В субботу его друзья вместе с полицией и медиками «вскрыли» дверь в квартиру. В зале горел свет и работал телевизор, Николай Кравченко лежал на диване со спокойным лицом. Причина смерти — тромбоэмболия лёгочной артерии.

## Семья
Жена — Кравченко Лариса Васильевна (1961)
Сын — Кравченко Роман Николаевич (1977)
Дочь — Кравченко Елена Николаевна (1985)
Дочь — Кравченко Екатерина Николаевна (1998)

## Творчество

### Роли в театре
«Куплю вашего мужа» М. Задорнова- Андрей Васильевич
«Зыковы» по М.Горькому- Михаил Зыков
«Сватанье на Гончаровке» Квитки-Основьяненко — Алексей
«Чекисты в Париже» по В. Винниченко — Нестеренко
«Любовь к трем апельсинам» М. Светлова — Труффальдино
«Свалка» по Дудареву — Афганец
«Банка сгущенного молока» Я. Верещека — Рудный
«Олимпийки» по А. Галину — Александр
«Севастопольский вальс» К. Листова — Бессмертный
«Железные солдаты» В. Босовича — Афган
«Кабала Святош» по М. Булгакову — Муарон
«Поминальная молитва» Г.Горина — Менахем мендл.

### Театральные постановки
Николаевский академический художественный русский драматический театр:
- «Жемчужина чёрная, жемчужина белая» Надежда Птушкина
- «Конкурс» Александр Галин
- «Дорогая Памелла» Джон Патрик
- «Лесная Песня» Леся Украинка
- «Руководство для желающих жениться» А. Чехов
- «Девичник» А. Мэнчелл
- «Шесть блюд из одной курицы» Г. Слуцки
- «Дракон» Е. Шварц, Г.Горин[2]

Львовский областной академический музыкально-драматический театр имени Юрия Дрогобыча:
«Лесная Песня» Леся Украинка
На сцене Днепродзержинского музыкально-драматического театра им. Л. Украинки:
- «Конкурс» Александр Галин
- «Руководство для желающих жениться» А. Чехов
- Международный проект (Украина-Болгария-Турция): режиссёр спектакля «Хюрем Султан» Орхан Осен

## Награды и звания
- Орден «За заслуги» III степени (20 сентября 2012 года) — за весомый личный вклад в социально-экономическое, культурно-образовательное развитие Николаевской области, высокий профессионализм, многолетний добросовестный труд и по случаю 75-летия образования области[5]
- Заслуженный деятель искусств Украины (25 марта 2002 года) — за большой личный вклад в развитие театрального искусства[6]
- Орден Дружбы (19 января 2004 года, Россия) — за большой вклад в укрепление дружбы и сотрудничества между народами Российской Федерации и Украины[7]
- Заслуженный деятель искусств Российской Федерации (12 мая 2010 года) — за большой вклад в развитие российско-украинского сотрудничества в области культуры, популяризацию русской драматургии за рубежом[8]
- Почетный гражданин города Николаева (посмертно) (2020)[9][10]
- медаль Федора Ушакова[1]
- премия им. Николая Аркаса (2008,2014)[11]
- Национальная премия «Имперская культура» имени Эдуарда Володина (2011)[12]

## Память
В сентябре 2020г на здании Николаевского Академического Художественного  Драматического Театра, в котором Н. А. Кравченко прослужил более тридцати лет открыта мемориальная доска. Автор мемориальной доски, Заслуженный деятель искусств Украины скульптор Иван Булавицкий. Инициатор установки депутат Николаевского облсовета Владимир Фроленко. Доска создавалась за счет благотворительных взносов коллег и депутатов.